# 撒額冰

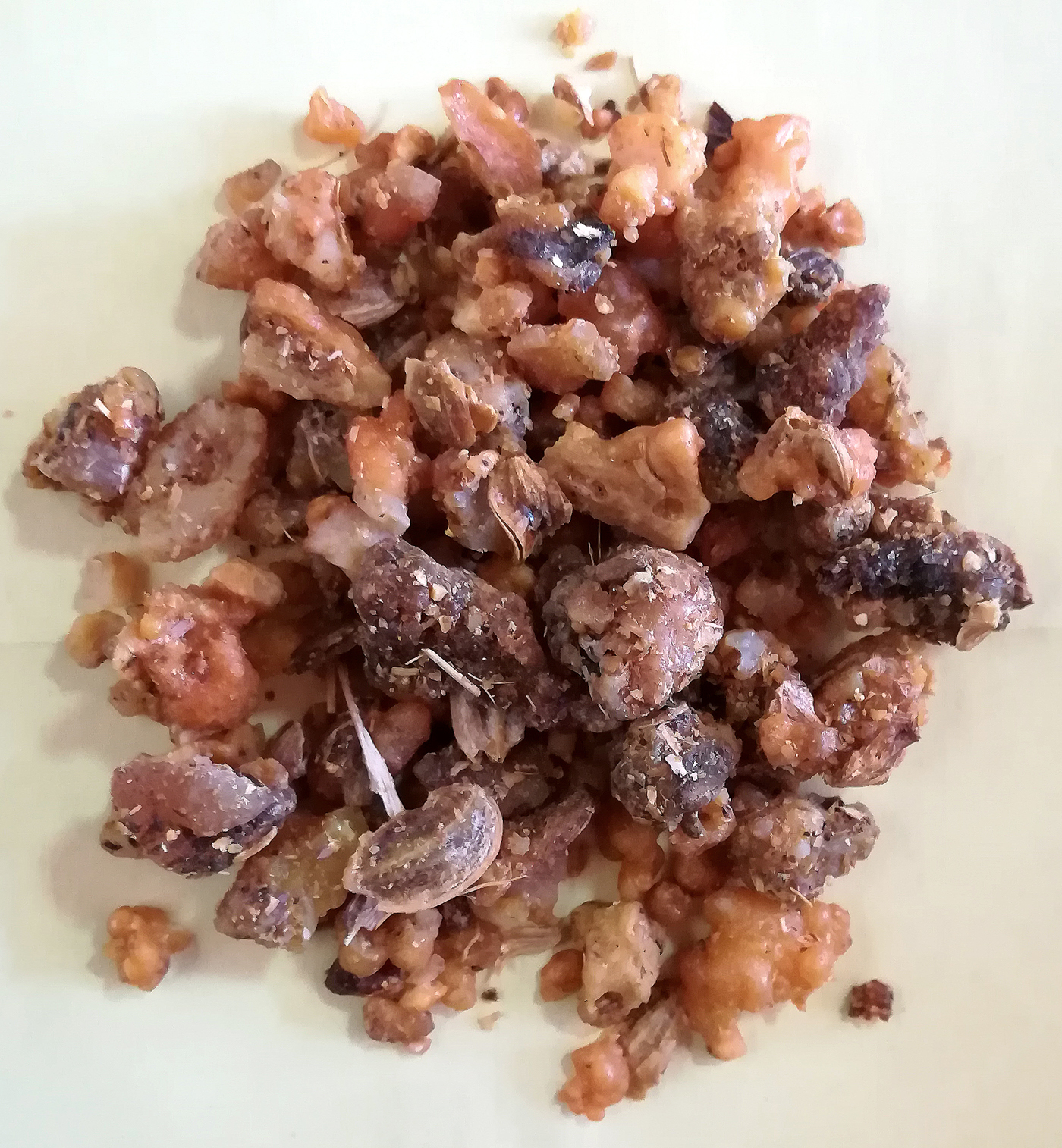
撒額冰實物

撒額冰或撒亦冰（波斯語：صغبین），亦作撒額因、撒亦因、撒阿因、撒黑因、撒吉別拏只（阿拉伯语：سكبينج），是中東和歐洲的古籍以及中國的《回回藥方》記載的一種藥材。撒額冰是一種阿魏屬植物分泌的油膠樹脂，來源植物可能是波斯阿魏或中東阿魏。